# Tirreno-Adriatico 2012
La 47e édition de Tirreno-Adriatico a eu lieu du 7 au 13 mars 2012. Il s'agit de la 3e épreuve de l'UCI World Tour 2012.
Il a été remporté par l'Italien Vincenzo Nibali (Liquigas-Cannondale) vainqueur de l'étape reine, devant l'Américain Christopher Horner (RadioShack-Nissan) et le Tchèque Roman Kreuziger (Astana).
Nibali, remporte le classement par points. Le Néerlandais Wout Poels (Vacansoleil-DCM) termine meilleur jeune de l'épreuve, tandis que l'Italien Stefano Pirazzi (Colnago-CSF Inox) s'adjuge le maillot de meilleur grimpeur. L'équipe française AG2R La Mondiale remporte le classement par équipes.

## Présentation

### Parcours
Après un contre-la-montre par équipes de 16,9 km et 2 étapes de plaine, les favoris s'expliqueront avec 2 étapes de moyenne montagne (dont une arrivée au sommet), une étape pour puncheurs et un contre-la-montre individuel de 9,3 km.

### Équipes
L'organisateur RCS Sport a communiqué la liste des équipes invitées le 10 janvier 2012. 22 équipes participent à ce Tirreno-Adriatico - 18 ProTeams et 4 équipes continentales professionnelles :
| Nom de l'équipe         | Pays        | Code |
| ----------------------- | ----------- | ---- |
| AG2R La Mondiale        | France      | ALM  |
| Astana                  | Kazakhstan  | AST  |
| BMC Racing              | États-Unis  | BMC  |
| Euskaltel-Euskadi       | Espagne     | EUS  |
| FDJ-BigMat              | France      | FDJ  |
| Garmin-Barracuda        | États-Unis  | GRM  |
| GreenEDGE               | Australie   | GEC  |
| Katusha                 | Russie      | KAT  |
| Lampre-ISD              | Italie      | LAM  |
| Liquigas-Cannondale     | Italie      | LIQ  |
| Lotto-Belisol           | Belgique    | LTB  |
| Movistar                | Espagne     | MOV  |
| Omega Pharma-Quick Step | Belgique    | OPQ  |
| Rabobank                | Pays-Bas    | RAB  |
| RadioShack-Nissan       | Luxembourg  | RNT  |
| Saxo Bank               | Danemark    | SAX  |
| Sky                     | Royaume-Uni | SKY  |
| Vacansoleil-DCM         | Pays-Bas    | VCD  |

| Nom de l'équipe           | Pays        | Code |
| ------------------------- | ----------- | ---- |
| Acqua & Sapone            | Italie      | ASA  |
| Colnago-CSF Inox          | Irlande     | COG  |
| Colombia-Coldeportes      | Colombie    | COL  |
| Farnese Vini-Selle Italia | Royaume-Uni | FAR  |

### Favoris
[réf. souhaitée]
L'Australien Cadel Evans (BMC Racing), tenant du titre, est un des favoris à la victoire finale. Il devra notamment faire face aux Italiens Stefano Garzelli (Acqua & Sapone), Michele Scarponi (Lampre-ISD) et Vincenzo Nibali (Liquigas-Cannondale), au Tchèque Roman Kreuziger (Astana), au Colombien Fabio Duarte (Colombia-Coldeportes), au Français Thibaut Pinot (FDJ-BigMat), à l'Espagnol Joaquim Rodríguez (Katusha), au Slovaque Peter Velits (Omega Pharma-Quick Step) et au Danois Chris Anker Sørensen (Saxo Bank).
Côtés sprinteurs, on retrouvera les Italiens Sacha Modolo (Colnago-CSF Inox), Alessandro Petacchi (Lampre-ISD) et Daniele Bennati (RadioShack-Nissan), l'Américain Tyler Farrar (Garmin-Barracuda), l'Australien Matthew Goss (GreenEDGE), les Allemands André Greipel (Lotto-Belisol) et Gerald Ciolek (Omega Pharma-Quick Step) et le Britannique Mark Cavendish (Sky).
Enfin, de nombreux coureurs feront le déplacement en vue des classiques. Citons les Belges Philippe Gilbert (BMC Racing) et Jelle Vanendert (Lotto-Belisol), l'Italien Filippo Pozzato (Farnese Vini-Selle Italia), l'Espagnol Óscar Freire (Katusha), le Slovaque Peter Sagan (Liquigas-Cannondale), le Danois Matti Breschel (Rabobank), le Suisse Fabian Cancellara (RadioShack-Nissan) ainsi que le Norvégien Edvald Boasson Hagen (Sky).

## Étapes
| Étape     | Date    | Villes étapes                                       |  | Distance (km) | Vainqueur d’étape    | Leader du classement général |
| --------- | ------- | --------------------------------------------------- |  | ------------- | -------------------- | ---------------------------- |
| 1re étape | 7 mars  | San Vincenzo - Donoratico                           |  | 16,9          | GreenEDGE            | Matthew Goss                 |
| 2e étape  | 8 mars  | San Vincenzo - Indicatore                           |  | 230,0         | Mark Cavendish       | Matthew Goss                 |
| 3e étape  | 9 mars  | Indicatore - Terni                                  |  | 178,0         | Edvald Boasson Hagen | Matthew Goss                 |
| 4e étape  | 10 mars | Amelia - Chieti                                     |  | 252,0         | Peter Sagan          | Christopher Horner           |
| 5e étape  | 11 mars | Martinsicuro - Prati di Tivo                        |  | 196,0         | Vincenzo Nibali      | Christopher Horner           |
| 6e étape  | 12 mars | Offida - Offida                                     |  | 181,0         | Joaquim Rodríguez    | Christopher Horner           |
| 7e étape  | 13 mars | San Benedetto del Tronto - San Benedetto del Tronto |  | 9,3           | Fabian Cancellara    | Vincenzo Nibali              |

## Déroulement de la course

### 1reétape
|    | Équipe            | Pays        |    | Temps       |
| -- | ----------------- | ----------- | -- | ----------- |
| 1  | GreenEDGE         | Australie   | en | 18 min 41 s |
| 2  | RadioShack-Nissan | Luxembourg  | +  | 17 s        |
| 3  | Garmin-Barracuda  | États-Unis  |    | 17 s        |
| 4  | Sky               | Royaume-Uni |    | 23 s        |
| 5  | Astana            | Kazakhstan  |    | 30 s        |
| 6  | Saxo Bank         | Danemark    |    | 38 s        |
| 7  | Acqua & Sapone    | Italie      |    | 39 s        |
| 8  | Katusha           | Russie      |    | 40 s        |
| 9  | AG2R La Mondiale  | France      |    | 43 s        |
| 10 | Lotto-Belisol     | Belgique    |    | 45 s        |

|    | Coureur                   | Équipe            |    | Temps       |
| -- | ------------------------- | ----------------- | -- | ----------- |
| 1  | Matthew Goss (AUS)        | GreenEDGE         | en | 18 min 41 s |
| 2  | Svein Tuft (CAN)          | GreenEDGE         | +  | 0 s         |
| 3  | Sebastian Langeveld (NED) | GreenEDGE         |    | 0 s         |
| 4  | Stuart O'Grady (AUS)      | GreenEDGE         |    | 0 s         |
| 5  | Cameron Meyer (AUS)       | GreenEDGE         |    | 0 s         |
| 6  | Baden Cooke (AUS)         | GreenEDGE         |    | 5 s         |
| 7  | Daniele Bennati (ITA)     | RadioShack-Nissan |    | 17 s        |
| 8  | Fabian Cancellara (SUI)   | RadioShack-Nissan |    | 17 s        |
| 9  | Hayden Roulston (NZL)     | RadioShack-Nissan |    | 17 s        |
| 10 | Tony Gallopin (FRA)       | RadioShack-Nissan |    | 17 s        |

### 2eétape
|    | Coureur                 | Équipe              |    | Temps           |
| -- | ----------------------- | ------------------- | -- | --------------- |
| 1  | Mark Cavendish (GBR)    | Sky                 | en | 6 h 32 min 32 s |
| 2  | Óscar Freire (ESP)      | Katusha             | +  | m.t             |
| 3  | Tyler Farrar (USA)      | Garmin-Barracuda    |    | m.t             |
| 4  | Peter Sagan (SVK)       | Liquigas-Cannondale |    | m.t             |
| 5  | Sacha Modolo (ITA)      | Colnago-CSF Inox    |    | m.t             |
| 6  | Kenny van Hummel (NED)  | Vacansoleil-DCM     |    | m.t             |
| 7  | Danilo Napolitano (ITA) | Acqua & Sapone      |    | m.t             |
| 8  | Borut Božič (SLO)       | Astana              |    | m.t             |
| 9  | William Bonnet (FRA)    | FDJ-BigMat          |    | m.t             |
| 10 | Rubén Pérez (ESP)       | Euskaltel-Euskadi   |    | m.t             |

|    | Coureur                    | Équipe            |    | Temps           |
| -- | -------------------------- | ----------------- | -- | --------------- |
| 1  | Matthew Goss (AUS)         | GreenEDGE         | en | 6 h 51 min 13 s |
| 2  | Stuart O'Grady (AUS)       | GreenEDGE         | +  | 0 s             |
| 3  | Sebastian Langeveld (NED)  | GreenEDGE         |    | 0 s             |
| 4  | Cameron Meyer (AUS)        | GreenEDGE         |    | 0 s             |
| 5  | Mark Cavendish (GBR)       | Sky               |    | 13 s            |
| 6  | Tyler Farrar (USA)         | Garmin-Barracuda  |    | 13 s            |
| 7  | Daniele Bennati (ITA)      | RadioShack-Nissan |    | 17 s            |
| 8  | Christopher Horner (USA)   | RadioShack-Nissan |    | 17 s            |
| 9  | Fabian Cancellara (SUI)    | RadioShack-Nissan |    | 17 s            |
| 10 | Ramūnas Navardauskas (LTU) | Garmin-Barracuda  |    | 17 s            |

### 3eétape
|    | Coureur                    | Équipe                    |    | Temps           |
| -- | -------------------------- | ------------------------- | -- | --------------- |
| 1  | Edvald Boasson Hagen (NOR) | Sky                       | en | 6 h 51 min 13 s |
| 2  | André Greipel (GER)        | Lotto-Belisol             | +  | 0 s             |
| 3  | Peter Sagan (SVK)          | Liquigas-Cannondale       |    | 0 s             |
| 4  | Tyler Farrar (USA)         | Garmin-Barracuda          |    | 0 s             |
| 5  | Manuel Belletti (ITA)      | AG2R La Mondiale          |    | 0 s             |
| 6  | Matthew Goss (AUS)         | GreenEDGE                 |    | 0 s             |
| 7  | Kenny van Hummel (NED)     | Vacansoleil-DCM           |    | 0 s             |
| 8  | Francisco Ventoso (ESP)    | Movistar                  |    | 0 s             |
| 9  | Elia Favilli (ITA)         | Farnese Vini-Selle Italia |    | 0 s             |
| 10 | Wout Poels (NED)           | Vacansoleil-DCM           |    | 3 s             |

|    | Coureur                    | Équipe            |    | Temps            |
| -- | -------------------------- | ----------------- | -- | ---------------- |
| 1  | Matthew Goss (AUS)         | GreenEDGE         | en | 11 h 36 min 44 s |
| 2  | Stuart O'Grady (AUS)       | GreenEDGE         | +  | 3 s              |
| 3  | Cameron Meyer (AUS)        | GreenEDGE         |    | 3 s              |
| 4  | Sebastian Langeveld (NED)  | GreenEDGE         |    | 3 s              |
| 5  | Tyler Farrar (USA)         | Garmin-Barracuda  |    | 13 s             |
| 6  | Edvald Boasson Hagen (NOR) | Sky               |    | 13 s             |
| 7  | Mark Cavendish (GBR)       | Sky               |    | 14 s             |
| 8  | Christopher Horner (USA)   | RadioShack-Nissan |    | 20 s             |
| 9  | Daniele Bennati (ITA)      | RadioShack-Nissan |    | 20 s             |
| 10 | Fabian Cancellara (SUI)    | RadioShack-Nissan |    | 20 s             |

### 4eétape
|    | Coureur                  | Équipe              |    | Temps           |
| -- | ------------------------ | ------------------- | -- | --------------- |
| 1  | Peter Sagan (SVK)        | Liquigas-Cannondale | en | 7 h 24 min 50 s |
| 2  | Roman Kreuziger (CZE)    | Astana              | +  | 0 s             |
| 3  | Vincenzo Nibali (ITA)    | Liquigas-Cannondale |    | 0 s             |
| 4  | Danilo Di Luca (ITA)     | Acqua & Sapone      |    | 0 s             |
| 5  | Christopher Horner (USA) | RadioShack-Nissan   |    | 0 s             |
| 6  | Johnny Hoogerland (NED)  | Vacansoleil-DCM     |    | 8 s             |
| 7  | Rinaldo Nocentini (ITA)  | AG2R La Mondiale    |    | 10 s            |
| 8  | Cadel Evans (AUS)        | BMC Racing          |    | 12 s            |
| 9  | Michele Scarponi (ITA)   | Lampre-ISD          |    | 12 s            |
| 10 | Joaquim Rodríguez (ESP)  | Katusha             |    | 12 s            |

|    | Coureur                  | Équipe              |    | Temps            |
| -- | ------------------------ | ------------------- | -- | ---------------- |
| 1  | Christopher Horner (USA) | RadioShack-Nissan   | en | 19 h 01 min 54 s |
| 2  | Roman Kreuziger (CZE)    | Astana              | +  | 7 s              |
| 3  | Cameron Meyer (AUS)      | GreenEDGE           |    | 13 s             |
| 4  | Peter Sagan (SVK)        | Liquigas-Cannondale |    | 21 s             |
| 5  | Danilo Di Luca (ITA)     | Acqua & Sapone      |    | 22 s             |
| 6  | Fabian Cancellara (SUI)  | RadioShack-Nissan   |    | 30 s             |
| 7  | Paolo Tiralongo (ITA)    | Astana              |    | 34 s             |
| 8  | Vincenzo Nibali (ITA)    | Liquigas-Cannondale |    | 34 s             |
| 9  | Joaquim Rodríguez (ESP)  | Katusha             |    | 35 s             |
| 10 | Rinaldo Nocentini (ITA)  | AG2R La Mondiale    |    | 36 s             |

### 5eétape
|    | Coureur                  | Équipe              |    | Temps           |
| -- | ------------------------ | ------------------- | -- | --------------- |
| 1  | Vincenzo Nibali (ITA)    | Liquigas-Cannondale | en | 5 h 46 min 33 s |
| 2  | Roman Kreuziger (CZE)    | Astana              | +  | 16 s            |
| 3  | Christopher Horner (USA) | RadioShack-Nissan   |    | 16 s            |
| 4  | Johnny Hoogerland (NED)  | Vacansoleil-DCM     |    | 18 s            |
| 5  | Michele Scarponi (ITA)   | Lampre-ISD          |    | 18 s            |
| 6  | Domenico Pozzovivo (ITA) | Colnago-CSF Inox    |    | 18 s            |
| 7  | Rinaldo Nocentini (ITA)  | AG2R La Mondiale    |    | 23 s            |
| 8  | Joaquim Rodríguez (ESP)  | Katusha             |    | 37 s            |
| 9  | Christophe Riblon (FRA)  | AG2R La Mondiale    |    | 37 s            |
| 10 | Wout Poels (NED)         | Vacansoleil-DCM     |    | 53 s            |

|    | Coureur                  | Équipe              |    | Temps            |
| -- | ------------------------ | ------------------- | -- | ---------------- |
| 1  | Christopher Horner (USA) | RadioShack-Nissan   | en | 24 h 48 min 39 s |
| 2  | Roman Kreuziger (CZE)    | Astana              | +  | 5 s              |
| 3  | Vincenzo Nibali (ITA)    | Liquigas-Cannondale |    | 12 s             |
| 4  | Rinaldo Nocentini (ITA)  | AG2R La Mondiale    |    | 45 s             |
| 5  | Michele Scarponi (ITA)   | Lampre-ISD          |    | 47 s             |
| 6  | Johnny Hoogerland (NED)  | Vacansoleil-DCM     |    | 48 s             |
| 7  | Joaquim Rodríguez (ESP)  | Katusha             |    | 1 min 00 s       |
| 8  | Christophe Riblon (FRA)  | AG2R La Mondiale    |    | 1 min 10 s       |
| 9  | Domenico Pozzovivo (ITA) | Colnago-CSF Inox    |    | 1 min 17 s       |
| 10 | Cameron Meyer (AUS)      | GreenEDGE           |    | 1 min 23 s       |

### 6eétape
|    | Coureur                  | Équipe                    |    | Temps           |
| -- | ------------------------ | ------------------------- | -- | --------------- |
| 1  | Joaquim Rodríguez (ESP)  | Katusha                   | en | 4 h 38 min 27 s |
| 2  | Vincenzo Nibali (ITA)    | Liquigas-Cannondale       | +  | m.t             |
| 3  | Danilo Di Luca (ITA)     | Acqua & Sapone            |    | m.t             |
| 4  | Christopher Horner (USA) | RadioShack-Nissan         |    | m.t             |
| 5  | Rinaldo Nocentini (ITA)  | AG2R La Mondiale          |    | m.t             |
| 6  | Wout Poels (NED)         | Vacansoleil-DCM           |    | m.t             |
| 7  | Roman Kreuziger (CZE)    | Astana                    |    | m.t             |
| 8  | Oscar Gatto (ITA)        | Farnese Vini-Selle Italia |    | m.t             |
| 9  | Michele Scarponi (ITA)   | Lampre-ISD                |    | m.t             |
| 10 | Johnny Hoogerland (NED)  | Vacansoleil-DCM           |    | m.t             |

|    | Coureur                  | Équipe              |    | Temps            |
| -- | ------------------------ | ------------------- | -- | ---------------- |
| 1  | Christopher Horner (USA) | RadioShack-Nissan   | en | 29 h 27 min 06 s |
| 2  | Roman Kreuziger (CZE)    | Astana              | +  | 5 s              |
| 3  | Vincenzo Nibali (ITA)    | Liquigas-Cannondale |    | 6 s              |
| 4  | Rinaldo Nocentini (ITA)  | AG2R La Mondiale    |    | 45 s             |
| 5  | Michele Scarponi (ITA)   | Lampre-ISD          |    | 47 s             |
| 6  | Johnny Hoogerland (NED)  | Vacansoleil-DCM     |    | 48 s             |
| 7  | Joaquim Rodríguez (ESP)  | Katusha             |    | 50 s             |
| 8  | Christophe Riblon (FRA)  | AG2R La Mondiale    |    | 1 min 15 s       |
| 9  | Danilo Di Luca (ITA)     | Acqua & Sapone      |    | 1 min 21 s       |
| 10 | Domenico Pozzovivo (ITA) | Colnago-CSF Inox    |    | 1 min 22 s       |

### 7eétape
|    | Coureur                 | Équipe                  |    | Temps       |
| -- | ----------------------- | ----------------------- | -- | ----------- |
| 1  | Fabian Cancellara (SUI) | RadioShack-Nissan       | en | 10 min 36 s |
| 2  | Daniele Bennati (ITA)   | RadioShack-Nissan       | +  | 12 s        |
| 3  | Cameron Meyer (AUS)     | GreenEDGE               |    | 16 s        |
| 4  | Svein Tuft (CAN)        | GreenEDGE               |    | 16 s        |
| 5  | Manuele Boaro (ITA)     | Saxo Bank               |    | 16 s        |
| 6  | Hayden Roulston (NZL)   | RadioShack-Nissan       |    | 17 s        |
| 7  | Ian Stannard (GBR)      | Sky                     |    | 18 s        |
| 8  | Peter Velits (SVK)      | Omega Pharma-Quick Step |    | 20 s        |
| 9  | Vincenzo Nibali (ITA)   | Liquigas-Cannondale     |    | 20 s        |
| 10 | Marco Pinotti (ITA)     | BMC Racing              |    | 21 s        |

|    | Coureur                  | Équipe              |    | Temps            |
| -- | ------------------------ | ------------------- | -- | ---------------- |
| 1  | Vincenzo Nibali (ITA)    | Liquigas-Cannondale | en | 29 h 38 min 08 s |
| 2  | Christopher Horner (USA) | RadioShack-Nissan   | +  | 14 s             |
| 3  | Roman Kreuziger (CZE)    | Astana              |    | 26 s             |
| 4  | Rinaldo Nocentini (ITA)  | AG2R La Mondiale    |    | 53 s             |
| 5  | Johnny Hoogerland (NED)  | Vacansoleil-DCM     |    | 1 min 00 s       |
| 6  | Joaquim Rodríguez (ESP)  | Katusha             |    | 1 min 16 s       |
| 7  | Michele Scarponi (ITA)   | Lampre-ISD          |    | 1 min 16 s       |
| 8  | Wout Poels (NED)         | Vacansoleil-DCM     |    | 1 min 25 s       |
| 9  | Christophe Riblon (FRA)  | AG2R La Mondiale    |    | 1 min 31 s       |
| 10 | Cameron Meyer (AUS)      | GreenEDGE           |    | 1 min 33 s       |

## Classements finals

### Classement général
|    | Cycliste           | Pays       | Équipe              |    | Temps            |
| -- | ------------------ | ---------- | ------------------- | -- | ---------------- |
| 1  | Vincenzo Nibali    | Italie     | Liquigas-Cannondale | en | 29 h 38 min 08 s |
| 2  | Christopher Horner | États-Unis | RadioShack-Nissan   | +  | 14 s             |
| 3  | Roman Kreuziger    | Tchéquie   | Astana              |    | 26 s             |
| 4  | Rinaldo Nocentini  | Italie     | AG2R La Mondiale    |    | 53 s             |
| 5  | Johnny Hoogerland  | Pays-Bas   | Vacansoleil-DCM     |    | 1 min 00 s       |
| 6  | Joaquim Rodríguez  | Espagne    | Katusha             |    | 1 min 16 s       |
| 7  | Michele Scarponi   | Italie     | Lampre-ISD          |    | 1 min 16 s       |
| 8  | Wout Poels         | Pays-Bas   | Vacansoleil-DCM     |    | 1 min 25 s       |
| 9  | Christophe Riblon  | France     | AG2R La Mondiale    |    | 1 min 31 s       |
| 10 | Cameron Meyer      | Australie  | GreenEDGE           |    | 1 min 33 s       |

### Classements annexes
|   | Cycliste              | Équipe              | Points |
| - | --------------------- | ------------------- | ------ |
| 1 | Vincenzo Nibali (ITA) | Liquigas-Cannondale | 32     |
| 2 | Peter Sagan (SVK)     | Liquigas-Cannondale | 27     |
| 3 | Roman Kreuziger (CZE) | Astana              | 24     |

|   | Cycliste               | Équipe            | Points |
| - | ---------------------- | ----------------- | ------ |
| 1 | Stefano Pirazzi (ITA)  | Colnago-CSF Inox  | 24     |
| 2 | Egoi Martínez (ESP)    | Euskaltel-Euskadi | 9      |
| 3 | Kristof Goddaert (BEL) | AG2R La Mondiale  | 7      |

|   | Cycliste            | Équipe            |    | Temps            |
| - | ------------------- | ----------------- | -- | ---------------- |
| 1 | Wout Poels (NED)    | Vacansoleil-DCM   | en | 29 h 39 min 33 s |
| 2 | Cameron Meyer (AUS) | GreenEDGE         | +  | 8 s              |
| 3 | Ion Izagirre (ESP)  | Euskaltel-Euskadi |    | 1 min 36 s       |

|   | Équipe           | Pays       |    | Temps            |
| - | ---------------- | ---------- | -- | ---------------- |
| 1 | AG2R La Mondiale | France     | en | 88 h 22 min 03 s |
| 2 | Katusha          | Russie     | +  | 39 s             |
| 3 | Astana           | Kazakhstan |    | 53 s             |

### UCI World Tour
Ce Tirreno-Adriatico attribue des points pour l'UCI World Tour 2012, seulement aux coureurs des équipes ayant un label ProTeam.
| Position           | 1er | 2e | 3e | 4e | 5e | 6e | 7e | 8e | 9e | 10e |
| Classement général | 100 | 80 | 70 | 60 | 50 | 40 | 30 | 20 | 10 | 4   |
| Par étape          | 6   | 4  | 2  | 1  | 1  |    |    |    |    |     |

| #  | Coureur            | Équipe              | Points |
| -- | ------------------ | ------------------- | ------ |
| 1  | Vincenzo Nibali    | Liquigas-Cannondale | 112    |
| 2  | Christopher Horner | RadioShack-Nissan   | 84     |
| 3  | Roman Kreuziger    | Astana              | 78     |
| 4  | Rinaldo Nocentini  | AG2R La Mondiale    | 61     |
| 5  | Johnny Hoogerland  | Vacansoleil-DCM     | 51     |
| 6  | Joaquim Rodríguez  | Katusha             | 46     |
| 7  | Michele Scarponi   | Lampre-ISD          | 31     |
| 8  | Wout Poels         | Vacansoleil-DCM     | 20     |
| 9  | Christophe Riblon  | AG2R La Mondiale    | 10     |
| 10 | Peter Sagan        | Liquigas-Cannondale | 9      |

| Suite du classement (11-21) | Suite du classement (11-21) | Suite du classement (11-21) | Suite du classement (11-21) |
| --------------------------- | --------------------------- | --------------------------- | --------------------------- |
| 11                          | Edvald Boasson Hagen        | Sky                         | 6                           |
| 11                          | Fabian Cancellara           | RadioShack-Nissan           | 6                           |
| 11                          | Mark Cavendish              | Sky                         | 6                           |
| 11                          | Cameron Meyer               | GreenEDGE                   | 6                           |
| 15                          | Daniele Bennati             | RadioShack-Nissan           | 4                           |
| 15                          | Óscar Freire                | Katusha                     | 4                           |
| 15                          | André Greipel               | Lotto-Belisol               | 4                           |
| 18                          | Tyler Farrar                | Garmin-Barracuda            | 3                           |
| 19                          | Manuel Belletti             | AG2R La Mondiale            | 1                           |
| 19                          | Manuele Boaro               | Saxo Bank                   | 1                           |
| 19                          | Svein Tuft                  | GreenEDGE                   | 1                           |

## Évolution des classements
| Étape              | Vainqueur            | Classement général | Classement par points | Classement de la montagne | Classement du meilleur jeune | Classement par équipes |
| ------------------ | -------------------- | ------------------ | --------------------- | ------------------------- | ---------------------------- | ---------------------- |
| 1                  | GreenEDGE            | Matthew Goss       | Non décerné           | Non décerné               | Cameron Meyer                | GreenEDGE              |
| 2                  | Mark Cavendish       | Matthew Goss       | Mark Cavendish        | Stefano Pirazzi           | Cameron Meyer                | GreenEDGE              |
| 3                  | Edvald Boasson Hagen | Matthew Goss       | Peter Sagan           | Stefano Pirazzi           | Cameron Meyer                | GreenEDGE              |
| 4                  | Peter Sagan          | Christopher Horner | Peter Sagan           | Stefano Pirazzi           | Cameron Meyer                | Vacansoleil-DCM        |
| 5                  | Vincenzo Nibali      | Christopher Horner | Peter Sagan           | Stefano Pirazzi           | Cameron Meyer                | Katusha                |
| 6                  | Joaquim Rodríguez    | Christopher Horner | Vincenzo Nibali       | Stefano Pirazzi           | Wout Poels                   | Katusha                |
| 7                  | Fabian Cancellara    | Vincenzo Nibali    | Vincenzo Nibali       | Stefano Pirazzi           | Wout Poels                   | AG2R La Mondiale       |
| Classements finals | Classements finals   | Vincenzo Nibali    | Vincenzo Nibali       | Stefano Pirazzi           | Wout Poels                   | AG2R La Mondiale       |

## Liste des participants
- Liste de départ complète

| Légende | Légende                                                                                                  | Légende | Légende                                                                                         |
| ------- | --- | ------- | ----------------------------------------------------------------------------------------------- |
| Num     | Dossard de départ porté par le coureur sur ce Tirreno-Adriatico                                          | Pos     | Position finale au classement général                                                           |
|         | Indique le vainqueur du classement général                                                               |         | Indique le vainqueur du classement de la montagne                                               |
|         | Indique le vainqueur du classement par points                                                            |         | Indique le vainqueur du classement du meilleur jeune                                            |
| #       | Indique la meilleure équipe                                                                              |         |                                                                                                 |
| NP      | Indique un coureur qui n'a pas pris le départ d'une étape, suivi du numéro de l'étape où il s'est retiré | AB      | Indique un coureur qui n'a pas terminé une étape, suivi du numéro de l'étape où il s'est retiré |
| HD      | Indique un coureur qui a terminé une étape hors des délais, suivi du numéro de l'étape                   | *       | Indique un coureur en lice pour le maillot blanc (coureurs nés après le 1er janvier 1987)       |

| BMC Racing BMC | BMC Racing BMC                                                                           | BMC Racing BMC |
| -------------- | ---------------------------------------------------------------------------------------- | -------------- |
| Num            | Coureur                                                                                  | Pos            |
| 1              | Cadel Evans (AUS)                                                                        | 32e            |
| 2              | Philippe Gilbert (BEL) → Champion de Belgique du contre-la-montre → Champion de Belgique | NP-6           |
| 3              | Alessandro Ballan (ITA)                                                                  | 68e            |
| 4              | George Hincapie (USA)                                                                    | 42e            |
| 5              | Marco Pinotti (ITA)                                                                      | 30e            |
| 6              | Manuel Quinziato (ITA)                                                                   | 131e           |
| 7              | Michael Schär (SUI)                                                                      | 87e            |
| 8              | Greg Van Avermaet (BEL)                                                                  | NP-7           |

| Acqua & Sapone ASA | Acqua & Sapone ASA        | Acqua & Sapone ASA |
| ------------------ | ------------------------- | ------------------ |
| Num                | Coureur                   | Pos                |
| 11                 | Stefano Garzelli (ITA)    | 27e                |
| 12                 | Carlos Betancur (COL)*    | 44e                |
| 13                 | Massimo Codol (ITA)       | 35e                |
| 14                 | Danilo Di Luca (ITA)      | 13e                |
| 15                 | Francesco Ginanni (ITA)   | 108e               |
| 16                 | Vladimir Miholjević (CRO) | 93e                |
| 17                 | Danilo Napolitano (ITA)   | 135e               |
| 18                 | Fabio Taborre (ITA)       | 62e                |

| AG2R La Mondiale # ALM | AG2R La Mondiale # ALM  | AG2R La Mondiale # ALM |
| ---------------------- | ----------------------- | ---------------------- |
| Num                    | Coureur                 | Pos                    |
| 21                     | Rinaldo Nocentini (ITA) | 4e                     |
| 22                     | Manuel Belletti (ITA)   | 102e                   |
| 23                     | Steve Houanard (FRA)    | 40e                    |
| 24                     | Kristof Goddaert (BEL)  | 96e                    |
| 25                     | Sébastien Hinault (FRA) | 116e                   |
| 26                     | Christophe Riblon (FRA) | 9e                     |
| 27                     | Lloyd Mondory (FRA)     | 95e                    |
| 28                     | Matteo Montaguti (ITA)  | 19e                    |

| Astana AST | Astana AST               | Astana AST |
| ---------- | ------------------------ | ---------- |
| Num        | Coureur                  | Pos        |
| 31         | Roman Kreuziger (CZE)    | 3e         |
| 32         | Fredrik Kessiakoff (SWE) | 56e        |
| 33         | Borut Božič (SLO)        | 117e       |
| 34         | Enrico Gasparotto (ITA)  | 82e        |
| 35         | Maxim Iglinskiy (KAZ)    | 71e        |
| 36         | Dmitriy Muravyev (KAZ)   | 31e        |
| 37         | Simone Ponzi (ITA)*      | 101e       |
| 38         | Paolo Tiralongo (ITA)    | 12e        |

| Colnago-CSF Inox COG | Colnago-CSF Inox COG      | Colnago-CSF Inox COG |
| -------------------- | ------------------------- | -------------------- |
| Num                  | Coureur                   | Pos                  |
| 41                   | Sacha Modolo (ITA)*       | 122e                 |
| 42                   | Domenico Pozzovivo (ITA)  | 11e                  |
| 43                   | Enrico Battaglin (ITA)*   | 63e                  |
| 44                   | Stefano Pirazzi (ITA)*    | 139e                 |
| 45                   | Angelo Pagani (ITA)*      | 115e                 |
| 46                   | Marco Coledan (ITA)*      | 138e                 |
| 47                   | Filippo Savini (ITA)      | 48e                  |
| 48                   | Gianluca Brambilla (ITA)* | 22e                  |

| Colombia-Coldeportes COL | Colombia-Coldeportes COL  | Colombia-Coldeportes COL |
| ------------------------ | ------------------------- | ------------------------ |
| Num                      | Coureur                   | Pos                      |
| 51                       | Fabio Duarte (COL)        | 55e                      |
| 52                       | Darwin Atapuma (COL)*     | 106e                     |
| 53                       | Robinson Chalapud (COL)   | 109e                     |
| 54                       | Esteban Chaves (COL)*     | AB-6                     |
| 55                       | Wilson Marentes (COL)     | 140e                     |
| 56                       | Jarlinson Pantano (COL)*  | 123e                     |
| 57                       | Luis Felipe Laverde (COL) | 113e                     |
| 58                       | Víctor Hugo Peña (COL)    | 127e                     |

| Euskaltel-Euskadi EUS | Euskaltel-Euskadi EUS | Euskaltel-Euskadi EUS |
| --------------------- | --------------------- | --------------------- |
| Num                   | Coureur               | Pos                   |
| 61                    | Gorka Verdugo (ESP)   | 90e                   |
| 62                    | Ion Izagirre (ESP)*   | 16e                   |
| 63                    | Mikel Landa (ESP)*    | 80e                   |
| 64                    | Pablo Urtasun (ESP)   | 99e                   |
| 65                    | Egoi Martínez (ESP)   | 54e                   |
| 66                    | Rubén Pérez (ESP)     | AB-6                  |
| 67                    | Juan José Oroz (ESP)  | 33e                   |
| 68                    | Amets Txurruka (ESP)  | 26e                   |

| Farnese Vini-Selle Italia FAR | Farnese Vini-Selle Italia FAR | Farnese Vini-Selle Italia FAR |
| ----------------------------- | ----------------------------- | ----------------------------- |
| Num                           | Coureur                       | Pos                           |
| 71                            | Filippo Pozzato (ITA)         | 89e                           |
| 72                            | Oscar Gatto (ITA)             | 70e                           |
| 73                            | Francesco Failli (ITA)        | 18e                           |
| 74                            | Diego Caccia (ITA)            | 126e                          |
| 75                            | Luca Mazzanti (ITA)           | 91e                           |
| 76                            | Kevin Hulsmans (BEL)          | 130e                          |
| 77                            | Elia Favilli (ITA)*           | 83e                           |
| 78                            | Luca Ascani (ITA)             | 66e                           |

| FDJ-BigMat FDJ | FDJ-BigMat FDJ          | FDJ-BigMat FDJ |
| -------------- | ----------------------- | -------------- |
| Num            | Coureur                 | Pos            |
| 81             | Arnaud Gérard (FRA)     | 107e           |
| 82             | Anthony Roux (FRA)*     | 112e           |
| 83             | Thibaut Pinot (FRA)*    | 50e            |
| 84             | Gabriel Rasch (NOR)     | 128e           |
| 85             | Dominique Rollin (CAN)  | AB-6           |
| 86             | Benoît Vaugrenard (FRA) | AB-6           |
| 87             | Arthur Vichot (FRA)*    | 53e            |
| 88             | William Bonnet (FRA)    | AB-6           |

| Garmin-Barracuda GRM | Garmin-Barracuda GRM                               | Garmin-Barracuda GRM |
| -------------------- | -------------------------------------------------- | -------------------- |
| Num                  | Coureur                                            | Pos                  |
| 91                   | Tyler Farrar (USA)                                 | 134e                 |
| 92                   | David Millar (GBR)                                 | 103e                 |
| 93                   | Ramūnas Navardauskas (LTU)* → Champion de Lituanie | AB-3                 |
| 94                   | Robert Hunter (RSA) → Champion d'Afrique du Sud    | AB-6                 |
| 95                   | Alex Rasmussen (DEN)                               | 143e                 |
| 96                   | Andrew Talansky (USA)*                             | 120e                 |
| 97                   | Johan Vansummeren (BEL)                            | 37e                  |
| 98                   | Fabian Wegmann (GER)                               | 97e                  |

| GreenEDGE GEC | GreenEDGE GEC                                                                  | GreenEDGE GEC |
| ------------- | ------------------------------------------------------------------------------ | ------------- |
| Num           | Coureur                                                                        | Pos           |
| 101           | Matthew Goss (AUS)                                                             | NP-6          |
| 102           | Stuart O'Grady (AUS)                                                           | 88e           |
| 103           | Sebastian Langeveld (NED)                                                      | 85e           |
| 104           | Jens Mouris (NED)                                                              | 141e          |
| 105           | Baden Cooke (AUS)                                                              | AB-6          |
| 106           | Tomas Vaitkus (LTU)                                                            | AB-6          |
| 107           | Svein Tuft (CAN) → Champion du Canada du contre-la-montre → Champion du Canada | 142e          |
| 108           | Cameron Meyer (AUS)*                                                           | 10e           |

| Katusha KAT | Katusha KAT                                                     | Katusha KAT |
| ----------- | --------------------------------------------------------------- | ----------- |
| Num         | Coureur                                                         | Pos         |
| 111         | Joaquim Rodríguez (ESP)                                         | 6e          |
| 112         | Óscar Freire (ESP)                                              | NP-7        |
| 113         | Pavel Brutt (RUS) → Champion de Russie                          | NP-5        |
| 114         | Mikhail Ignatiev (RUS) → Champion de Russie du contre-la-montre | NP-4        |
| 115         | Vladimir Gusev (RUS)                                            | 14e         |
| 116         | Daniel Moreno (ESP)                                             | 17e         |
| 117         | Joan Horrach (ESP)                                              | 51e         |
| 118         | Luca Paolini (ITA)                                              | NP-7        |

| Lampre-ISD LAM | Lampre-ISD LAM                                                | Lampre-ISD LAM |
| -------------- | ------------------------------------------------------------- | -------------- |
| Num            | Coureur                                                       | Pos            |
| 121            | Michele Scarponi (ITA)                                        | 7e             |
| 122            | Alessandro Petacchi (ITA)                                     | AB-5           |
| 123            | Davide Viganò (ITA)                                           | 132e           |
| 124            | Danilo Hondo (GER)                                            | 121e           |
| 125            | Adriano Malori (ITA)* → Champion d'Italie du contre-la-montre | 92e            |
| 126            | Przemysław Niemiec (POL)                                      | 34e            |
| 127            | Alessandro Spezialetti (ITA)                                  | AB-6           |
| 128            | Simone Stortoni (ITA)                                         | 59e            |

| Liquigas-Cannondale LIQ | Liquigas-Cannondale LIQ                    | Liquigas-Cannondale LIQ |
| ----------------------- | ------------------------------------------ | ----------------------- |
| Num                     | Coureur                                    | Pos                     |
| 131                     | Vincenzo Nibali (ITA)                      | 1er                     |
| 132                     | Peter Sagan (SVK)* → Champion de Slovaquie | 43e                     |
| 133                     | Valerio Agnoli (ITA)                       | 36e                     |
| 134                     | Federico Canuti (ITA)                      | 100e                    |
| 135                     | Maciej Bodnar (POL)                        | 105e                    |
| 136                     | Mauro Da Dalto (ITA)                       | 124e                    |
| 137                     | Kristjan Koren (SLO)                       | 94e                     |
| 138                     | Daniel Oss (ITA)*                          | 81e                     |

| Lotto-Belisol LTB | Lotto-Belisol LTB         | Lotto-Belisol LTB |
| ----------------- | ------------------------- | ----------------- |
| Num               | Coureur                   | Pos               |
| 141               | André Greipel (GER)       | NP-7              |
| 142               | Jens Debusschere (BEL)*   | AB-6              |
| 143               | Gert Dockx (BEL)*         | 114e              |
| 144               | Vicente Reynés (ESP)      | NP-6              |
| 145               | Jurgen Van de Walle (BEL) | 72e               |
| 146               | Marcel Sieberg (GER)      | AB-6              |
| 147               | Jelle Vanendert (BEL)     | AB-6              |
| 148               | Frederik Willems (BEL)    | 64e               |

| Movistar MOV | Movistar MOV                                | Movistar MOV |
| ------------ | ------------------------------------------- | ------------ |
| Num          | Coureur                                     | Pos          |
| 151          | Giovanni Visconti (ITA) → Champion d'Italie | 67e          |
| 152          | Pablo Lastras (ESP)                         | 28e          |
| 153          | Andrey Amador (CRC)                         | 58e          |
| 154          | Rui Costa (POR)                             | 29e          |
| 155          | José Herrada (ESP)                          | 20e          |
| 156          | Beñat Intxausti (ESP)                       | 24e          |
| 157          | Francisco Ventoso (ESP)                     | 61e          |
| 158          | Branislau Samoilau (BLR)                    | 45e          |

| Omega Pharma-Quick Step OPQ | Omega Pharma-Quick Step OPQ                                   | Omega Pharma-Quick Step OPQ |
| --------------------------- | ------------------------------------------------------------- | --------------------------- |
| Num                         | Coureur                                                       | Pos                         |
| 161                         | Dario Cataldo (ITA)                                           | 69e                         |
| 162                         | Gerald Ciolek (GER)                                           | 118e                        |
| 163                         | Bert Grabsch (GER) → Champion d'Allemagne du contre-la-montre | 125e                        |
| 164                         | Jérôme Pineau (FRA)                                           | 38e                         |
| 165                         | Gert Steegmans (BEL)                                          | 129e                        |
| 166                         | Niki Terpstra (NED)                                           | 65e                         |
| 167                         | Serge Pauwels (BEL)                                           | 41e                         |
| 168                         | Peter Velits (SVK)                                            | 15e                         |

| Rabobank RAB | Rabobank RAB             | Rabobank RAB |
| ------------ | ------------------------ | ------------ |
| Num          | Coureur                  | Pos          |
| 171          | Steven Kruijswijk (NED)* | 21e          |
| 172          | Lars Boom (NED)          | AB-6         |
| 173          | Matti Breschel (DEN)     | 77e          |
| 174          | Juan Manuel Gárate (ESP) | AB-6         |
| 175          | Paul Martens (GER)       | AB-6         |
| 176          | Michael Matthews (AUS)*  | NP-3         |
| 177          | Bram Tankink (NED)       | 47e          |
| 178          | Maarten Tjallingii (NED) | 52e          |

| RadioShack-Nissan RNT | RadioShack-Nissan RNT                        | RadioShack-Nissan RNT |
| --------------------- | -------------------------------------------- | --------------------- |
| Num                   | Coureur                                      | Pos                   |
| 181                   | Fabian Cancellara (SUI) → Champion de Suisse | 98e                   |
| 182                   | Daniele Bennati (ITA)                        | 110e                  |
| 183                   | Tony Gallopin (FRA)*                         | NP-7                  |
| 184                   | Christopher Horner (USA)                     | 2e                    |
| 185                   | Grégory Rast (SUI)                           | 75e                   |
| 186                   | Giacomo Nizzolo (ITA)*                       | 133e                  |
| 187                   | Yaroslav Popovych (UKR)                      | 86e                   |
| 188                   | Hayden Roulston (NZL)                        | 84e                   |

| Sky SKY | Sky SKY                                                               | Sky SKY |
| ------- | --------------------------------------------------------------------- | ------- |
| Num     | Coureur                                                               | Pos     |
| 191     | Mark Cavendish (GBR) → Champion du monde                              | AB-6    |
| 192     | Edvald Boasson Hagen (NOR)* → Champion de Norvège du contre-la-montre | NP-6    |
| 193     | Bernhard Eisel (AUT)                                                  | AB-6    |
| 194     | Jeremy Hunt (GBR)                                                     | 137e    |
| 195     | Mathew Hayman (AUS)                                                   | 46e     |
| 196     | Thomas Lövkvist (SWE)                                                 | NP-4    |
| 197     | Ian Stannard (GBR)*                                                   | 76e     |
| 198     | Christopher Sutton (AUS)                                              | AB-6    |

| Saxo Bank SAX | Saxo Bank SAX                               | Saxo Bank SAX |
| ------------- | ------------------------------------------- | ------------- |
| Num           | Coureur                                     | Pos           |
| 201           | David Tanner (AUS)                          | 78e           |
| 202           | Rafał Majka (POL)*                          | 73e           |
| 203           | Mads Christensen (DEN)                      | 104e          |
| 204           | Manuele Boaro (ITA)*                        | 119e          |
| 205           | Nicki Sørensen (DEN) → Champion du Danemark | 23e           |
| 206           | Sérgio Paulinho (POR)                       | 74e           |
| 207           | Bruno Pires (POR)                           | 49e           |
| 208           | Matteo Tosatto (ITA)                        | 60e           |

| Vacansoleil-DCM VCD | Vacansoleil-DCM VCD                         | Vacansoleil-DCM VCD |
| ------------------- | ------------------------------------------- | ------------------- |
| Num                 | Coureur                                     | Pos                 |
| 211                 | Johnny Hoogerland (NED)                     | 5e                  |
| 212                 | Kenny van Hummel (NED)                      | 136e                |
| 213                 | Matteo Carrara (ITA)                        | 25e                 |
| 214                 | Stijn Devolder (BEL)                        | 39e                 |
| 215                 | Pim Ligthart (NED)* → Champion des Pays-Bas | 111e                |
| 216                 | Wout Poels (NED)                            | 8e                  |
| 217                 | Mirko Selvaggi (ITA)                        | 57e                 |
| 218                 | Marco Marcato (ITA)                         | 79e                 |